# 체나
체나(힌디어: छेना, 오리야어: ଛେନା) 또는 차나(벵골어: ছানা)는 남아시아의 유제품이다. 데운 소젖 또는 물소젖에 식초나 레몬 즙을 넣어 응고시켜 만든다.

## 쓰임새
물기를 짜 파니르를 만드는 데 쓰기도 하고, 둥글게 빚어 라스굴라나 라스말라이 같은 후식을 만들 때 쓰기도 한다.

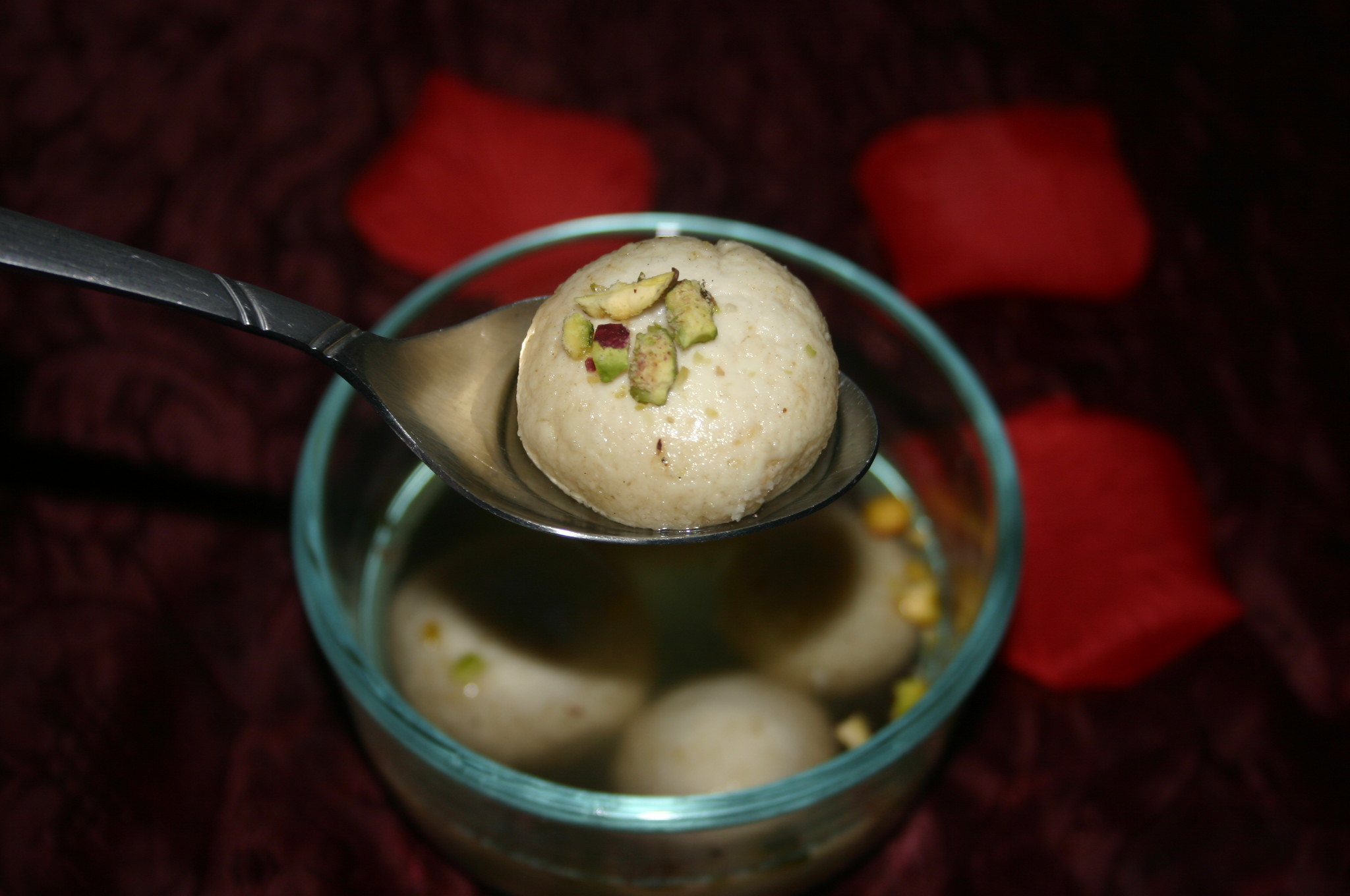
라스굴라
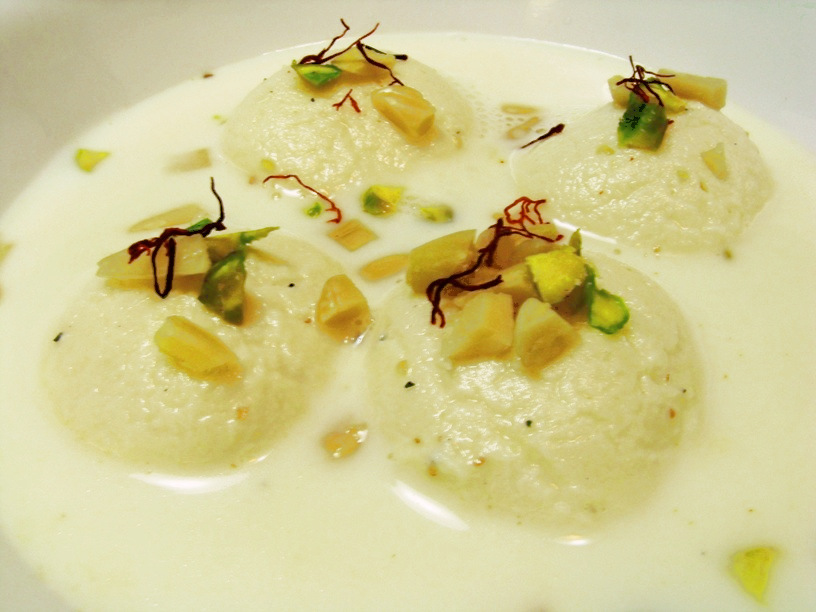
라스말라이
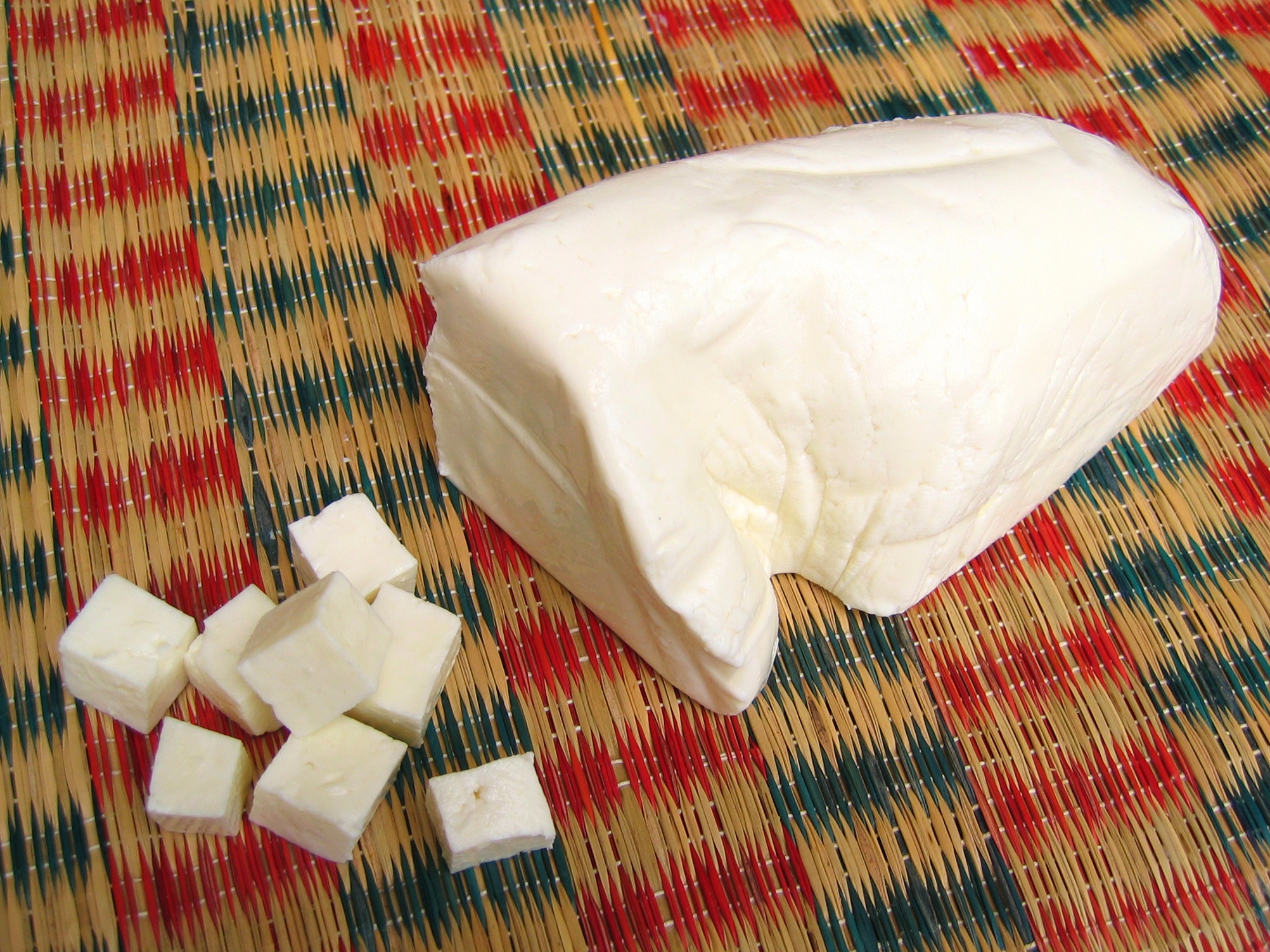
파니르

## 같이 보기
- 생치즈
- 코야
- 응유